# جون غلزورثي

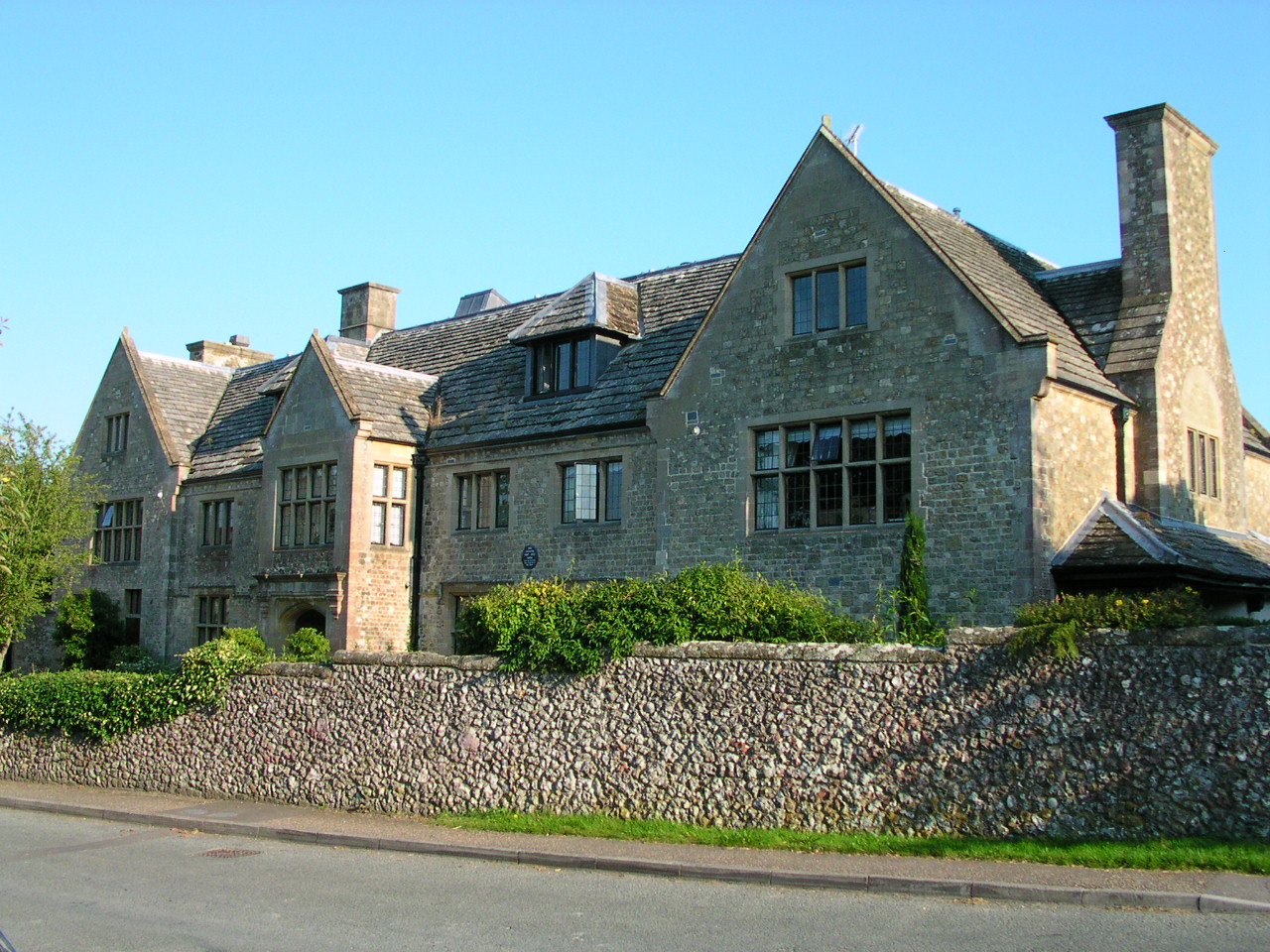
المنزل الذي كان يعيش فيه غلزورثي في ويست ساسكس.

جون غلزورثي (بالإنجليزية: John Galsworthy)‏ (14 أغسطس 1867 - 31 يناير 1933)، كان روائيًا وكاتبًا مسرحيًا إنجليزيًا. اشتهر بثلاثية روائية اسمها ذا فورسايت ساغا، وثلاثيتين لاحقتين، أ موديرن كوميدي وإند أوف ذا تشابتر. حصل على جائزة نوبل في الأدب عام 1932.
وُلد غلزورثي لعائلة ثرية من الطبقة المتوسطة العليا، وكان متجهًا للعمل كمحامٍ، لكنه غير رأيه وانتقل إلى مجال الكتابة. كان يبلغ من العمر ثلاثين عامًا قبل نشر كتابه الأول في عام 1897، ولم يحقق نجاحًا حقيقيًا حتى عام 1906، عندما نُشرت ذا مان أوف بروبرتي، أولى رواياته حول عائلة فورسايت. في نفس العام، عُرضت مسرحيته الأولى، ذا سيلفر بوكس في لندن. بصفته كاتبًا مسرحيًا دراميًا، اشتهر بمسرحياته التي تحمل رسائل اجتماعية تعكس عدة أمور من بينها، نضال العمال ضد الاستغلال، واستخدام السجن الانفرادي في السجون، وقمع النساء، والجينغوية وسياسة الحرب وأخلاقياتها.
تشبه عائلة فورسايت، من سلسلة الروايات والقصص القصيرة المعروفة مجتمعة باسم ذا فورسايت كرونيكلز، من نواح كثيرة عائلة غلزورثي، حتى أن شخصية رب العائلة، أولد جوليون، مقتبسة عن والد غلزورثي. يمتد التسلسل الرئيسي للقصة من أواخر القرن التاسع عشر حتى أوائل الثلاثينيات من القرن العشرين، ويشمل ثلاثة أجيال من العائلة. كانت الكتب شائعة عند نشرها لأول مرة وازدادت شعبيتها في الأيام الأخيرة بشكل كبير عندما بثت قناة بي بي سي برنامجًا مقتبسًا مكونًا من 26 جزءًا للاحتفال بالذكرى المئوية للمؤلف في عام 1967.
بالإضافة إلى كتابة المسرحيات والروايات التي تحمل رسائلًا اجتماعية، أقام غلزورثي حملات مستمرة لمجموعة واسعة من القضايا التي كانت تعنيه بشدة، من رعاية الحيوان إلى إصلاح السجون والرقابة وحقوق العمال. رغم أنه اعتُبر راديكاليًا من قبل الكثيرين، لم ينتم إلى أي أحزاب سياسية ولم يدعم أي منها. نادرًا ما تم إحياء عرض مسرحياته، ولكن، أُعيد إصدار رواياته بشكل متكرر.

## حياته ومهنته

### سنواته المبكرة
ولد جون غلزورثي في 14 أغسطس 1867 في منزل عائلته باركفيلد (يسمى الآن منزل غلزورثي) في كينغستون هيل في سري. كان الطفل الثاني والابن الأكبر من بين أبناء جون غلزورثي الأربعة (1817-1904) وزوجته بلانش بيلي، اسمها قبل الزواج بارتليت (1837-1915). كان جون الأب محاميًا في لندن، وممارسًا معروفًا، وذا ثروة كبيرة ورثها عن والده -أيضًا جون- الذي كان من عائلة مزارعين في ديفونشير. اشتُهر الأخير لكونه ممون سفن في بليموث قبل انتقاله إلى لندن واستثماره في العقارات. في منتصف العصر الفيكتوري الواعي طبقيًا، اعتبرت بلانش غلزورثي أنها من طبقة اجتماعية أعلى من عائلة زوجها الثرية حديثًا نسبيًا، وجعل ذلك العلاقة مضطربة، بالإضافة إلى وجود فجوة عمرية تبلغ 20 عامًا بينهما. كان الأطفال الأربعة على علاقة وثيقة بوالدهم أكثر من والدتهم. أصبح الأب نموذجًا لأولد جوليون، رب العائلة في ذا فورسايت ساغا؛ قال غلزورثي سابقًا في عام 1919، «لقد كنت مغرمًا به بحقّ وعمق لدرجة لم يتبقّ بداخلي ما يكفي من الحب لأقدمه إلى أمي».

### محامٍ بالقضاء العالي ومسافر
كما رغب والده، شرع غلزورثي في مهنة المحاماة. قُبل في جمعية لنكولن واستُدعي إلى نقابة المحامين في فترة عيد الفصح من عام 1890. علّق كاتب سيرته الذاتية، ديفيد هولواي، أن غلزورثي كان مشروعًا لمحامٍ شاب ممتاز، كونه ابن محامٍ بارز. كان والده يوفر له قدرًا كبيرًا من العمل ويوصي به للمحامين الآخرين. مع ذلك، لم يكن متحمسًا لممارسة مهنة المحاماة. بتحريض من والده، ذهب مع شقيقه هوبرت في رحلة عبر كندا، بحجة فحص بعض الممتلكات العائلية هناك، ولكن وفقًا لهولواي، كان الهدف الرئيسي لهذه الرحلة التي تشبه الجولة الكبرى هو أن تُتاح للأخوين رؤية العالم.
بعد عودته إلى إنجلترا في سبتمبر عام 1891، عاش غلزورثي علاقة حب قصيرة وتعيسة. رتب والده المزيد من الرحلات إلى الخارج لإلهائه عن متاعبه العاطفية وتعزيز ثقافته في القانون من خلال دراسة جوانب القانون البحري في أماكن قريبة بهدف التخصص فيه بمجرد عودته إلى الوطن. في نوفمبر عام 1892، بدأ غلزورثي وصديقه من أكسفورد، تيد ساندرسون، رحلة طويلة نقلتهما إلى البحار الجنوبية (حيث كانا يأملان في مقابلة روبرت لويس ستيفنسون في ساموا ولكن الفرصة لم تتاح لهما) وأسترالاسيا وجنوب إفريقيا.
في رحلته من أديلايد إلى كيب تاون، التي بدأت في أبريل عام 1893، التقى غلزورثي بنائب ربان السفينة، جوزيف كونراد، الذي لم يكن قد بدأ حياته المهنية ككاتب بعد. أصبح الاثنان صديقين مدى الحياة. في عام 1904، ذهب غلزورثي إلى روسيا، إذ كان لوالده مصالح مالية هناك، قبل أن يعود إلى إنجلترا حيث كان من المفترض أن يستأنف حياته المهنية كمحام. بقي غير متحمس للعمل في المحاماة: «كنت أٌقرأ في غرف مختلفة، لم أكن أمارس مهنتي على الإطلاق تقريبًا، وكرهتها تمامًا». علق أحد كتاب النعوات في عام 1933 أنه رغم نفور غلزورثي من مهنة المحاماة، تركت دراسته للقانون بصمة دائمة في مخيلته، إذ شملت أعماله العديد من مشاهد المحكمة، ما أدى غالبًا إلى نتيجة ضارة أكثر من كونها نافعة. في هذه المرحلة من حياته، لم يكن غلزورثي تحت أي ضغط لكسب لقمة العيش، فقد حصل على إعانة كافية من والده، ورغم رفضه فكرة كونه عاطلَا عن العمل، لم يكن لديه فكرة واضحة عما كان يرغب في القيام به.

### الحرب العالمية الأولى
عندما بدأت الحرب العالمية الأولى في أغسطس عام 1914، كانت آراء غلزورثي متضاربة. شعر بالفزع من فكرة أن تكون الدول المتحضرة في حرب مع بعضها البعض، لكنه اعتقد أنه من الصواب الدفاع عن بلجيكا ضد الغزو الألماني. تأثرت عائلته بشكل مباشر بالحرب: كانت أخته ليلي متزوجة من الرسام الألماني، جورج سوتر، الذي اعتقل كعدو أجنبي ونُفي فيما بعد. كان غلزورثي أكبر من أن يخدم في الجيش وشعر أنه لا يساهم بما يكفي في المجهود الحربي. تبرع بعائداته الأمريكية الكبيرة للجمعيات الخيرية الحربية، لكنه بالإضافة إلى ذلك، شعر بأنه مضطر لتقديم خدماته على الصعيد الشخصي. تدرب ليصبح مدلّكًا وذهب إلى فرنسا كمتطوع، حيث قدم العلاج للجنود المصابين في مستشفى بينيفوليه في مارتوريه، بالقرب من بلنسية. ذهبت زوجته معه للمساعدة في الغسيل ضمن المستشفى. عادا إلى إنجلترا في عام 1917.